# Miconia alternifolia
Miconia alternifolia là một loài thực vật có hoa trong họ Mua. Loài này được (Griseb.) Alain mô tả khoa học đầu tiên năm 1957.